# Hamái offenzíva (2017. szeptember)
A 2017. szeptemberi hamái offenzíva, kódnevén Ő, Isten szolgái, legyetek állhatatosak egy olyan katonai offenzíva volt, melyet a Hayat Tahrir al-Sham (HTS) felkelői csoport indított Hamá városától északra, a szíriai polgárháború részeként.

## Előzmények
2017. márciusban a Hayat Tahrir al-Sham vezette felkelők egy eredménytelen offenzívát indítottak a Szíriai Arab Hadsereg ellen Hamától északra. Bár az offenzíva első hónapjában szereztek meg területeket, egy  héttel később a kormány és szövetségesei ellentámadást indítottak, amiben visszafoglalták a területeket. Áprilisra a kormány teljesen kiszorította a felkelőket azokról a helyekről is, ahonnét a hadjáratot indították.

## Az offenzíva

### A Tahrir al-Sham vezette támadás
Szeptember 19-én a Tahrir al-Sham tagjai a Turkomann Iszlám Párttal (TIP) és a Szabad Szíriai Hadsereghez (FSA) tartozó milicistákkal közösen támadást indítottak a Szíriai Arab Hadsereg és az Orosz Védelmi Erők kezén lévő állások ellen. Ezeknek a csapatoknak az volt a feladatuk, hogy felügyeljék az Asztanában 2017. májusban Törökországgal és Iránnal kötött megállapodás szerinti eszkalációmentes övezet kialakítását Idlib kormányzóságban. Az ezt követő harcokról szóló riportok ellentmondásosak voltak. A felkelők kezdetben elfoglaltak négy falut, de macska-egér harc után, mely alatt a falvak többször is gazdát cseréltek, szeptember 22-re a kormány kezére került mind a négy falu. Oroszország arról számolt be, hogy szeptember 21-ig 850 felkelővel végzett. Ezzel ellentétben az SOHR beszámolója szerint a harcokban 66 felkelő és 38 katona halt meg. Rajtuk kívül 40 polgár is életét vesztette a két nap alatt végrehajtott közel 500 légi támadásban, melyek összességében több mint 40 települést érintettek. A felkelők arról is beszámoltak, hogy szíriai és orosz gépek Idlibben polgári célpontokat is támadtak, melyek között egészségügyi intézmények is voltak. Az Orosz Légierő és az Orosz Haditengerészet a levegőből, illetve az óceánról is lőtt ki rakétákat a HTS állásai ellen, melyek között állítólag volt egy nagy katonai tábor is. Az USA Külügyminisztériuma azzal vádolta Oroszországot és Szíriát, hogy amellett, hogy polgári célpontokra lőnek, még egészségügyi létesítményeket is célba vesznek. A három állítólag lőtt kórház közül az egyik az al-Rahma klinika volt Han Sejkúnban, ahol az áprilisi Han Sejkún-i vegyi támadás áldozatait is kezelték.

### A Szíriai Hadsereg ellentámadása és légi támadása

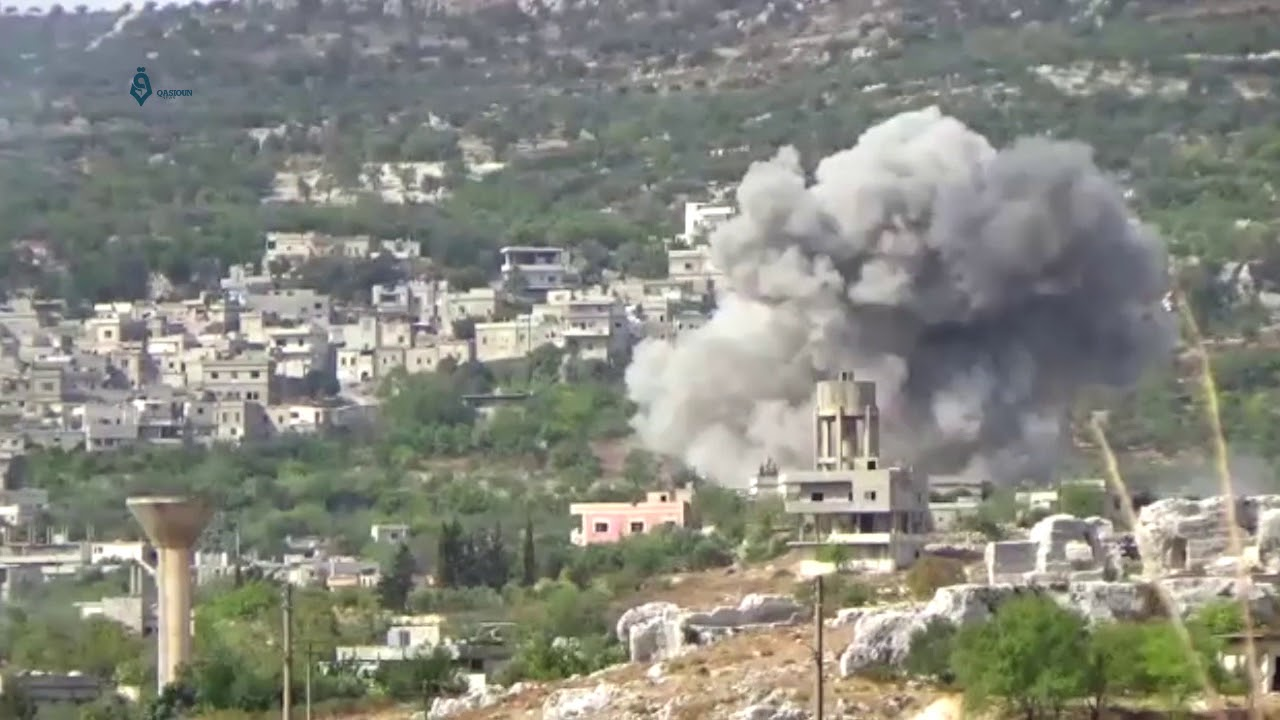
Az offenzíva alatt az Idlib kormányzóságban a felkelők kezén lévő városok a fentebb látható Bidama ismét szíriai és orosz légitámadások helyszínei voltak. Ez volt a 2017. júliusi tűzszüneti próbálkozás óta az első légi támadás.

Szeptember 23-án orosz légi támadások vettek célba felkelőket Idlib és Hamá kormányzóságokban. A célpontok között volt a Faylaq al-Sham egyik központja is Tal Mardiqh területén Idlibben. Csak ebben a támadásban legalább 45 felkelő meghalt. Hamában és Idlibben több másik orosz légi támadás is volt, a megtámadott területek között ott volt Hán Sejkún, Jisr al-Shaqour, Saraqeb és Kafr Sajna is. A szeptember 24-i légi támadásban a jelentések szerint 40-en haltak meg.
Ennek hatására a Szíriai Arab Hadsereg ellentámadást indított Hamá északi részén, melyben elfoglalt két falut. Azonban este a felkelők egy erősebb ellentámadása miatt a katonáknak vissza kellett vonulniuk. Másnap reggel a hadsereg ismét megtámadta a falvakat, amiben orosz támadó helikopterek is támogatták őket. Szeptember 26-án a Hadsereg ismét megpróbálkozott a két falu elfoglalásával. Két nappal később azonban a kormányerők kivonultak a környező állásaikból.
A kormány és szövetségeseinek légitámadásai a következő napokban is folytatódtak. Szeptember 25-én a Szíriai Polgári Védelem azt állította, a légi támadásoknak 40 halálos áldozata lett Idlibben. Szeptember 26-án egy ötödik olyan kórházról érkeztek hírek a felkelők területéről, melyet találat ért. Ez a Sham 4 kórház volt Kafr Nabl területén, Idlibben. Szeptember 27-én ismét 43 halottról számoltak be Idlib több városából. Ezek között volt Hán Sejkún és Jisr al-Shughur is. Szeptember 28-ig a Szíriai Polgári Védelem beszámolója szerint több mint 152 polgári lakos halt meg a bombázásokban, és hat kórházat lőttek szét. Emiatt a városi lakosság vidékre kényszerült. A bombázásokat szeptember 29-én éjszaka felfüggesztették.

## Következmények
Október 6-án a HTS Hamától északkeletre indított támadást, melyben elfoglalta al-Msherfeh területét és több környező egységet is. Másnap azonban a hadsereg visszafoglalta a legtöbb elveszített részt. Már csak al-Msherfeh és Tal Aswad maradt a felkelők ellenőrzése alatt. A harcokban legalább 12 felkelőt öltek meg, a kormány seregei pedig 8 főt vesztettek. Október 8-án a felkelők elfoglalták Abu Dali és Tal Maqta'a településeket.
November 6-án a Tahrir al-Sham a Jaysh al-Izza, a Jaysh al-Nasr és a Központi Osztag együttműködésével egy nagy léptékű offenzívát indított, mely során Hamá északi külterületén három falut elfoglaltak. Másnap azonban a felkelőkkel folytatott egész napos ütközet végén az egyik falut a Szíriai Arab Hadsereg visszafoglalta. November 8-án délelőtt egy újabb falut szereztek meg.